# みんなのリズム天国
『みんなのリズム天国』（みんなのリズムてんごく）は、任天堂より2011年7月21日に発売されたWii用音楽ゲーム（公称ジャンルは"ノリ感ゲーム♪"）。
リズム天国シリーズとしては、初の据置型ゲーム機対応でのタイトルとなった。
2016年にWii Uのニンテンドーeショップでのダウンロード配信も開始された。

## システム
本作の操作はWiiリモコンのAボタン、AボタンとBボタンの同時押しの2種類のみとなっている。
リズムゲーム終了後、「やりなおし」「平凡」「でも平凡」「ハイレベル」のいずれかの評価が現れ、「平凡」以上を出せばクリア。「ハイレベル」を出せばメダルを入手できる。これを集めることによってリズムおもちゃ・エンドレスゲームズ・エクストラゲームズ（ゲームボーイアドバンス版『リズム天国』に収録されたゲームの一部）をプレイできる。一度「ハイレベル」でクリアしたゲームに対して「パーフェクトキャンペーン」が行われることがあり、一度もミスなくクリアすると、キッサ店でのおまけ要素が現れる。

## 登場ゲーム及びキャラクター
このゲームの案内役、マスコットとして、白い体のマッシュ、水色の体で眼鏡をかけたカモック、ピンクの体で頭にリボンがあるリボンちゃんが登場する。
★印が表記されたものは『リズム天国 ザ・ベスト+』に収録、☆印は『リズム天国 ザ・ベスト+』に収録しているが、エクストラとして収録されているものである。また、◎印は2人プレイが可能なゲームである。

### ステージ1
ステージ1-1「ホールインワン」★
ゴルファーになって、おさるさんが投げるゴルフボールを打ち、対岸にあるカップに入れる。マンドリルのマンドリコが投げてくるボールはかなり速い。
登場キャラクター：ゴルファー、おさるさん、マンドリコ、くじら（練習に登場）。
ステージ1-2「ロボット工場」☆
前作と同じタイトルだが、今回はAボタンとBボタンを同時に押して流れてくるロボットの頭部パーツをアームでネジを締める。白いロボットは黒いロボットよりも締めるネジが短い。
ロボットたちの体長は40m、重さは約3万トンと、かなり巨大らしい。
『リズム天国 ザ・ベスト+』では、「ロボット工場・ネジ」として登場している。
登場キャラクター：ロボットたち（白と黒の2種類）。
ステージ1-3「シーソー」★
シーソーをジャンプして点検をする。タイミングが遅い外側と速い内側の素早い切り替えが要求される。途中から相手が見えなくなるほどジャンプが高くなる。
登場キャラクター：シーくん&ソーくん（右目が大きいのがシーくんで、左目が大きいのがソーくん。二人とも栗の形）。
2人はコンビを組んでちょうど10年目になるらしく、シーくんは結婚して8年目になるらしい。
ステージ1-4「Wデート」☆
プレイヤーは後輩の少年となり、飛んでくるボールを蹴り返す。飛んでくるボールはサッカーボール、バスケットボール、ラグビーボールの3種類であり、それぞれ弾み方が異なる。
登場キャラクター：後輩、先輩、イタチカップル。
ステージ1リミックス「1stリミックス」
最初のリミックス。南国風の曲に合わせてステージ1のゲームをごちゃまぜで行う。ちなみに、このステージの背景を見ると、舞台は全て同じ場所であることがわかる。

### ステージ2
ステージ2-1「くしざし」☆◎
遠くから弾かれてくる豆のようなものをフォークで串刺しして食べる。サビ前には一度だけハンバーガーの具が飛んでくる。このゲームをクリアすると2人プレイが開放される。
登場キャラクター：フォーク。
ステージ2-2「タンバリン」◎
猿が鳴らすタンバリンを同じリズムで鳴らす。リズムを間違えるとお猿が不機嫌になり、なぜか蛙が頭に乗っかる。
登場キャラクター：おさるさん（リミックス2ではSALU）、カエル。
ステージ2-3「重役会議」☆
回転椅子で回転する豚の重役を操作して、他の重役と同じタイミングで椅子を止める。左から順番に止まる「プランA」と秘書の「一緒に！」掛け声で一斉に止まる「プランB」がある。
登場キャラクター：秘書、重役のみなさん（サングラスをかけた豚）。
ステージ2-4「さる時計」☆
秒針の猿を操作して、文字盤から顔を出す猿とすれ違う瞬間に手をタッチする。時折現れる紫の猿は裏拍を2回タッチしなければならない。
登場キャラクター：おさるさん、SARU。
ステージ2リミックス「2ndリミックス」
メタルな曲に合わせてステージ2のゲームを混ぜてで行う。登場するキャラクターの殆どが猿になっており、秘書まで猿になっている。

### ステージ3
ステージ3-1「はたらくまんじゅう」★
プレイヤーは右のまんじゅうを操作して、左の先輩と同じリズムでボールを押し上げて運ぶ。大きい玉は二体がかりで飛ばす。小さい玉を二体で飛ばすと割れてしまう。
ちなみに後ろにはゲーム&ウオッチ版の「ドンキーコング」のキャラクターがいる。
登場キャラクター：ワークまん、Mr.ゲーム＆ウオッチ。
ステージ3-2「組み立て」☆
棒を左右隣に運びながら、前の左右から流れてくるパーツの穴にタイミングよく押し込んで部品を組み立てていく。前作の「組み立て」と、前々作の「ポリリズム」を組み合わせた形になっている。
登場キャラクター：組み立てキット。
ステージ3-3「バドミントン」★
プレイヤーは犬を操作して、飛行機に乗りながら空中でバドミントンをする。時折リズムが変わったり相手が遠くなったり雲で視界が隠れたりする。
『リズム天国 ザ・ベスト+』では、「かえってきたバドミントン」として登場している。
登場キャラクター：クイック（犬）&スロー（猫）。
ステージ3-4「マッスル人形」★
ボタンを押した瞬間だけマッチョになる人形を操作して、パンチを打ち出す瞬間にタイミングよくボタンを押す。
『リズム天国 ザ・ベスト+』では、「かえってきたマッスル人形」として登場している。
登場キャラクター：マッスル人形
ステージ3リミックス「3rdリミックス」
歌に合わせてステージ3のゲームをごちゃまぜで行う。キッチンがモチーフなのか、登場キャラクターはコック帽を被っており、「はたらくまんじゅう」のプレイ中にはゲーム&ウオッチの「シェフ」のキャラクターが現れる。
流れる楽曲は小川真奈のI Feel Fine!!。

### ステージ4
ステージ4-1「レスラー会見」★◎
覆面レスラーを操作し、女性レポーターの質問に応えて会見を進める。記者が「こっち見てー」と叫んだらポーズを決める。
登場キャラクター：レポーター、覆面レスラー、オセワ・ヨッケイナ（防衛戦の対戦相手）
ステージ4-2「しわけ」☆
飛んでくるお菓子と虫を仕分ける（お菓子はダンボールに、虫は払う）。普段は交互に来るが、「いくぜ！」の合図でリズムが変わる。時折カメラワークが変わる。顔がDS版に登場したしゅぎょう男と同じ。
登場キャラクター：会社員、イランコトシームシ。
ステージ4-3「小さないきもの」★◎
微生物を操作するステージ。リズムよくボタンを押して行進させる。鈴の音が鳴るとリズムが変わる。
『リズム天国 ザ・ベスト+』では、「かえってきた小さないきもの」として登場している。
登場キャラクター：マエムキ。
ステージ4-4「悪霊退散」☆
飛び出してくる悪霊をリズムよく斬る。大群で襲ってくるときは回転切りでまとめて倒す必要がある。途中で回想が入って視界が悪くなる。
登場キャラクター：虎伝立國（こでんりっこく）。
ステージ4リミックス「4thリミックス」
和風アクション風のBGMに合わせてステージ4のゲームをごちゃまぜで行う。

### ステージ5
ステージ5-1「さかな釣り」☆
魚を釣るゲームである。スグクイはつついたらすぐに釣る。ヒトヤスミウオはつつきから一拍おいて釣る。ミマチは舐めてから三拍待って釣る。
登場キャラクター：坂菜釣子、スグクイ、ヒトヤスミウオ、ミマチ。
ステージ5-2「コロコロたんけん隊」★◎
プレイヤーは右から二番目のアザラシとなり隊長の掛け声に合せて動く。
『リズム天国 ザ・ベスト+』では、「かえってきたコロコロたんけん隊」として登場している。
登場キャラクター：隊長とコロコロたんけん隊。
ステージ5-3「バッティングショー」★
プレイヤーはバッターとなり、ピッチャーが投げてから5拍目でボールを打つ。投げたボールに間があるのは最後にネタばらしがある。
登場キャラクター：ピッチャー、バッター、おさるさん。
ステージ5-4「鳥の大群」★
プレーヤーはピンクの鳥になり、周りの鳥に合わせて行進する。鳴き声に合わせてジャンプすることがある。
登場キャラクター：イロトリ鳥（ピンク、黄緑、水色、オレンジ、黄色の5色）。
ステージ5リミックス「5thリミックス」
原始時代をモデルにステージ5のゲームを混ぜて行う。

### ステージ6
このステージのみ、ABボタンの同時押しがない。
ステージ6-1「ロケットゼロ」★◎
レッツ号（3カウント）、ボウリング号（1カウント）、クラッカー号（5カウント）、ベル号（7カウント）の4種のロケットをカウントが0になる瞬間にボタンを押して発射させる。
登場キャラクター：ロケットゼロ。
ステージ6-2「コンコンズ」
音叉の形をしたコンコンズが2つのリズムを切り替えながら飛行船を前に進める。リズムが切り替わるタイミングの見極めが重要。
登場キャラクター：コンコンズ。
ステージ6-3「ボッサレシーブ」☆◎
独特のリズムで飛んでくる球体とキューブを弾く。リズムは乗っている雲が反転することで入れ替わる。エンドレスゲームで2人プレイが可能。
登場キャラクター：ボッサ&ノヴァ（頭に双葉のような物が生えているのがボッサで、花が生えているのがノヴァ）。
ステージ6-4「だいスキRAP」☆
プレイヤーはラッパーとなり、中央にいる女性のあとについて2人のラッパーが繰り返す。入力が早いと低音になり、反対に遅いと高音になる。
登場キャラクター：MDS feat.So'RA。
ステージ6リミックス「6thリミックス」
遊園地風にアレンジされたステージ6のゲームをごちゃまぜで行う。

### ステージ7
ステージ7-1「タップスター」◎
表拍でタップして、「せ～の」の掛け声で早いリズムに切り替わり、「ハイハイハイ」の掛け声で元のリズムに戻る。
登場キャラクター：タップスターズの4人。彼らを率いているのは前々作に登場したある人物である。
ステージ7-2「エビおんど」
プレイヤーはエビとなり決まったリズムで前進する。「A,B,C!」の掛け声でポーズ（エビでCの形を作るというダジャレ）、「待った」の直後は、1拍遅れでリズムを取る。
登場キャラクター：海老風雷。
ステージ7-3「図書ガールズ」★
チアリーディングのような掛け声にあわせて本の表裏をフリップボードを使ったマスゲームのように裏返す。掛け声によってリズムが違う。
一斉に本を開くとき、現れる絵が前作や前々作で登場したキャラクターになる。
登場キャラクター：図書ガールズ（12人組で全員メガネをかけている）。
ステージ7-4「カラテ家」☆◎
飛んでくる植木鉢のリズムに合わせてパンチを当てる。
電球が飛んできた後に大量の植木鉢が飛んでくる時はA+Bでコンボをキメる。「テキパキどっかーん」の声に合わせてA+Bボタンを押し「テキパキどっかーん」の「かーん」に合わせてボタンを離す。
『リズム天国 ザ・ベスト+』では、「カラテ家コンボ」として登場している。
楽曲は総史（久礼聡史）の悲しみのスコール。
登場キャラクター：カラテ家。
ステージ7リミックス「7thリミックス」
宇宙風にアレンジされたステージ7のゲームをごちゃまぜで行う。
スタッフクレジット「ナイトウォーク」
7thリミックスをクリアすると、スタッフロールが流れる。楽曲はナイスガールトレイニーの僕らの世代!。
前作のエアボーダーと同じく初回のみ自動だが、スタッフロールを見終わると遊ぶことができる。
初代リズム天国のナイトウォークの要領でマッシュを操作する。新たにA+Bを押す大ジャンプの要素が追加された。
以降のステージは今までにプレイしたゲームの高難易度版となる。

### ステージ8
ステージ8-1「悪霊退散2」
舞台が現代となり、テンポも速く、悪霊も大きくなっている。
ステージ8-2「はたらくまんじゅう2」★
和風にアレンジされている。玉の数は減ったがその分裏拍が多く、音の無い状態で運ばなくてはならないフレーズがある。
『リズム天国 ザ・ベスト+』では、「元祖はたらくまんじゅう」として登場している。
ステージ8-3「組み立て2」
棒が裏拍で出てきたり棒が増えていたりする。
ステージ8-4「Wデート2」
牧場を舞台にしている。ラグビーボールの連続が登場する。ちなみに、蹴ったラグビーボールは、背景にある小屋の手前に飛んでいき、羊たちがボールで遊んでいる姿が見られる。
ステージ8リミックス「8thリミックス」
これまでのゲームがごちゃまぜで登場。ゲーム画面が写真の中という演出で、セピア調になっている。
楽曲は、THEポッシボーのI love you 私の君。
出てくるゲームは「Wデート」「はたらくまんじゅう」「組み立て」「ロケットゼロ」「バッティングショー」「バドミントン」「悪霊退散」。

### ステージ9
ステージ9-1「だいスキRAP2」
ラップの掛け声の回数が増え、裏のリズムで掛け声が入る。
ステージ9-2「古書ガールズ」
テンポが早くなり、連続で裏返す場面も多くなる。
ステージ9-3「ホールインワン2」★
おさるさんの連続ボール投げが加わる。また、裏拍でボールを投げてくることもある。ゴルファーが女性になっている。
『リズム天国 ザ・ベスト+』では、「ホールインワンレディー」として登場している。
ステージ9-4「第2ロボット工場」
テンポが上がっており、ブレーカーが落ちて画面が一部暗くなったりする。
ステージ9リミックス「9thリミックス」
これまでのゲームがごちゃまぜで登場。クールでロックな雰囲気になっている。
楽曲は、キャナァーリ倶楽部のやがて女はきれいになるだろう。
出てくるゲームは「図書ガールズ」「だいスキRAP」「カラテ家」「くしざし」「ロボット工場」「重役会議」「タンバリン」「ホールインワン」「レスラー会見」。

### ステージ10
ステージ10-1「マッスル人形2」★
最初は暗転状態で音楽が無い状態のワンツーパンチから始まる。ジャブのテンポが前回と変わり、パンチが打ちづらくなっている。
『リズム天国 ザ・ベスト+』では、「マッスル人形チャンピオン」として登場している。
ステージ10-2「小さないきもの2」
二歩前進する動きが新たに加わる。リズムの取り方は前作のしゅぎょうとほぼ同じ。
ステージ10-3「しわけ2」
リズムが変わり、新たな「ズラシ」が加わった。
ステージ10-4「カラテ家2」
裏拍で植木鉢が飛んできたり連続コンボのフレーズが増えたりと複雑にはなっているが、テンポは下がり、若干易しめになっている。
楽曲はステージ7の「カラテ家」同様、総史（久礼聡史）の悲しみのスコールであるが、アレンジが施されている。
ステージ10リミックス「10thリミックス」
これまでのゲームなどがメドレー形式ですべて登場。最後には止まって終わりと見せかけて1フレーズ、暗転してもう1フレーズと続ける引っ掛けがある。
- プレイ順　しわけ→エビおんど→重役会議→小さないきもの→Wデート→コンコンズ→くしざし→バドミントン→図書ガールズ→マッスル人形→悪霊退散→鳥の大群→組み立て→ロボット工場→ボッサレシーブ→ホールインワン→シーソー→さる時計→さかな釣り→バッティングショー→ロケットゼロ→だいスキRAP→タンバリン→タップスター→コロコロたんけん隊→カラテ家→ノリ感測定（カウントダウンの0の瞬間にAボタンを押す）→レスラー会見→はたらくまんじゅう→ナイトウォーク→しわけ

## その他

### 喫茶店
マスター（犬）と話したり、パーフェクトキャンペーンで手に入れた読み物や音楽が聴けたり、リズム感チェックが出来る。

### リズムおもちゃ
おもちゃカー
メダル1枚から
プルバック式の車をAを押してバックさせ、前方にある影にピッタリ揃える。
刑事メール
メダル7枚から
携帯電話にメールを打ち込んで送信するゲーム。決まったワードを入力すると特典が聞ける仕組み。キーワードはエンドレスゲームズ（後述）などで得る必要がある。
ハイハット君
メダル14枚から
小さいバネが落ちている間はボタンを押し、大きいバネが落ちる瞬間だけボタンを離す。3種類のビートを選択でき、うまく叩けていると以下の曲が流れる。
- 4ビート→ブルーバーズ（リズム天国ゴールドより）
- 8ビート→リズム脱毛（リズム天国より）
- 16ビート→みんなのリズム天国のオープニング

リズムファイターVS
メダル21枚から
2人でリズムにそって攻撃をして闘う対戦ゲーム。指定された拍子の中で一方がパンチやキックをし、相手はそれを一度覚えてから次のターンで真似することで攻撃を避ける。攻撃を喰らうと1つずつ減って行く。体力は最大13からのスタートで、体力がなくなると負け。次のラウンドの先行は体力が少ない方からになる

### エンドレスゲームズ
めざましがかり
メダル3枚から（海外版ではメダル11枚から）
ハト時計のハトのお願いで、指定された時刻をカウントしてボタンを押す。
徐々にカウントが変わったり、暗転が速くなる。±15分の誤差はセーフ。1回でもミスすると終了。
しゅぎょう
メダル11枚から（海外版ではメダル23枚から）
プレイヤーは修行おとこ。前作の「しゅぎょう」とは少し異なり、女の子の師匠が手の平に乗せるまんじゅうを吹き飛ばし、マッシュに食べさせるゲーム。Aボタンを使う白いまんじゅうと、A+Bボタンを長押しする数が多い緑のまんじゅうが乗せられる。たまに2倍の量の緑のまんじゅうも登場する。
切符がなくなるとゲームオーバー。切符は最初3枚持っていて、ミスするごとに1枚ずつ減る。
たまに来る金のまんじゅうは、白いまんじゅうと同じ操作で切符が1枚増え、最大で5枚までキープできる。
シューティング
メダル23枚から（海外版ではメダル32枚から）
前作の「シューティング」とは異なり、矢で並べられたブロックの中央を壊し、最終的には奥にある爆弾を矢で射抜く。
始めに持っている矢の本数は50本で、矢がなくなるとゲームオーバー。ステージクリア後に矢が補充される。ステージを進むにつれスピードが上がる。
さらに進むとブロックの数が増える。
ステージ1～10
最短4回で爆破でき、クリアすると8本矢が補充される。
ステージ11～20
最短8回で爆破でき、クリアすると16本矢が補充される。
ステージ21～
最短15回で爆破でき、クリアすると32本矢が補充される。
まんざい
メダル32枚から
漫才をするゲーム。プレイヤーはツッコミ側になる。ボケのダジャレに対してはAボタンを2回押して「はい。はい。」と相づちをするが、その際に「○○バイ～ン」と言った場合は、A+B同時押しで「どないやねん！」とツッコミをする。
徐々にスピードが上がり、相づちやツッコミのタイミングが1回でもずれると即ゲームオーバー。
海外版では未収録だが、代わりに初代のエンドレスゲームの一つ『ウラおとこ』が収録されている。
エンドレスリミックス
パーフェクトコンプリート後
エンドレスゲームズにも出てきたしゅぎょうとまんざい（ウラおとこ）に加え、エンドレスゲームズになかった3つのゲームが出てくるが、ゲーム内での名称も練習もない。
バスケ
左の人が「ほい」と言ってパスをするので、A+Bでボールをキャッチすればいい。
カエルと女の子
「ポン、ポン」とカエルのお腹が2回膨らんだ後にAで溜めて、タイミングよく離してジャンプする。
カメレオン
ハエが現れてから3拍待ち、ハエが遠いならA+B、近いならAボタンを押す。
どのゲームにおいても、一度ミスすると即ゲームオーバーとなる。

### エクストラゲームズ
初代『リズム天国』に登場したゲームの一部を遊べるコーナー。
パチパチ3人衆
メダル35枚から
等間隔で手を叩くゲーム。プレイヤーは3人目。
しろいおばけ
メダル38枚から
塀の間を移動するお化けを矢で射抜くゲーム。
リズムお習字
メダル41枚から
リズムに合わせて習字の止めや跳ねをするゲーム。
タップダンズ
メダル44枚から
サルの声に合わせてAボタンで踊るゲーム。

### 2人プレイ
『リズム天国』のアーケード版同様、2人同時プレイのモードが収録されている。なお、プレイヤーの色は1Pが水色、2Pがオレンジ色であり、ゲーム終了後には二人の点数分の玉（それぞれのプレイヤーの色）と2人の相性を示す緑色の玉が容器に落ち、その量で評価が決まる。
くしざし
途中で片方が画面外に消え、もう片方のみが操作するときがある。
タンバリン
前半は1P、後半は2Pのようにパートが分かれる。
レスラー会見
小さないきもの
マエムキが5匹（前から2,4匹目がプレイヤー）になっている。
コロコロ探検隊
二列（奥に1P,手前に2P）になっている。
ロケットゼロ
途中で片方が遠くに移動するが、その時も操作しなくてはならない。
タップスター
途中で片方のプレイヤーにスポットライトが当たるがもう片方も操作をし続けないといけない。
カラテ家
途中で片方が奥に行き植木鉢も飛んでこないが、操作は可能。

### ふたりでエンドレスゲームズ
二人用のエンドレスゲームズ。
しらはドール★
ペアメダル1枚から
白刃取りして手刀を受け止めるゲーム。
手刀が来る前に、「カンカンカン」と鳴るので、その音のテンポに合わせてボタンを押す。
失敗するごとにタンコブが出来ていき、3つタンコブが出来るとゲームオーバー。
『ザ・ベスト+』では、一人でプレイする。
押忍！15もち
ペアメダル2枚から
15秒以内にもちをつくゲーム。
交互につく必要があり、どちらかが2連打すると失敗になる。また、15秒をすぎても失敗。3回失敗するとゲームオーバー。
次のステージに行けば、失敗回数はリセットされる。
カンフーボール
ペアメダル4枚から
玉を交互にパンチして行き、最終的に玉を壊すゲーム。
1Pが左側の男の子（ヤング・クリケット）に、2Pが右側の女の子（シカーダ）になる。
立っている竹の位置によって、ラリーするタイミングが違っていて、内側の竹に移動した場合は早いラリーになる。
かけ声のパターンは2人で火を吹く「ひー・ふー」と超強力なスパイクをする「ほいこ～ろ～」の2つ。
玉は茶色い大きい玉→銀色の玉→金色の小さい玉の順に変化し、最終的に割れる。
ハートは始め3つあり、ハートがなくなるとゲームオーバーだが玉を壊すとたまにハートが出てくる。
ボート
ペアメダル6枚から
船をこいで、ブタを次の島に届けるゲーム。
1Pが左側の真ん中、2Pが右側の真ん中クルーになる。こぐパターンは両方が一定の間隔でボタンを押す「まっすぐ進め」と外側のプレイヤーだけが二倍の速さでボタンを押す「右に曲がれ」「左に曲がれ」の3種類。
タイミングがズレると船が揺れ、その揺れによっては積み荷のブタが海に落ちてしまう。
ブタがすべて海に落ちるとゲームオーバーだがブタは島に着くごとにリセットされる。
ボッサレシーブ
ペアメダル8枚から
ステージ6-3のボッサレシーブとほぼ同じだが背景がグレーバックで、そのグレーバックにはボッサとノヴァの物語が語られる。

## テレビCM出演者
- 松岡修造
- まえだまえだ
- 前田美波里
- 武井咲

## 関連ソフト
- リズム天国 - シリーズ1作目
- リズム天国ゴールド - シリーズ2作目
- リズム天国 ザ・ベスト+ - シリーズ4作目